# 海洋光譜號
海洋光譜號（英語：Spectrum of the Seas）是德國迈尔造船公司為郵輪公司皇家加勒比國際遊輪建造的一艘量子級遊輪，全長347米，寬49米，吃水8米，最大載客量為5,622人。按總噸位计算，量子級遊輪是全球第三大級別游轮，仅次于地中海郵輪的Meraviglia級郵輪和皇家加勒比國際遊輪的綠洲級郵輪。

## 历史

### 规划
2015年5月7日，皇家加勒比海宣布從迈尔造船公司订购第四艘量子級遊輪，预定于2019年服役。2017年8月16日，該郵輪正式命名为海洋光譜號。该船将在中国市场销售，并提供专门为亚太地区设计的住宿和服务。

### 施工
剪钢仪式于2017年8月16日举行，鋪放龍骨仪式于2017年11月8日举行。海洋光譜號于2019年2月25日从迈尔造船公司的帕彭堡（Papenburg）船厂下水。该船于2019年3月20日开始從埃姆斯河出發前往北海试航，并于次日成功抵達埃姆斯哈文。

### 交付
海洋光譜號于2019年4月11日在不来梅港正式交付给皇家加勒比。2019年4月18日，海洋光譜號从巴塞罗那出发前往新加坡開啟处女航程，此后进行了两次短途航行，2019年6月3日，海洋光譜號抵達中國上海吳淞口國際郵輪港，黄晓明和Angelababy出席海洋光谱号命名仪式。此後，海洋光譜號就一直以上海為母港（僅新冠疫情期間的2020年至2024年初以悉尼為母港），并将全年在上海和东亚各港口之间航行。